# Kishamis

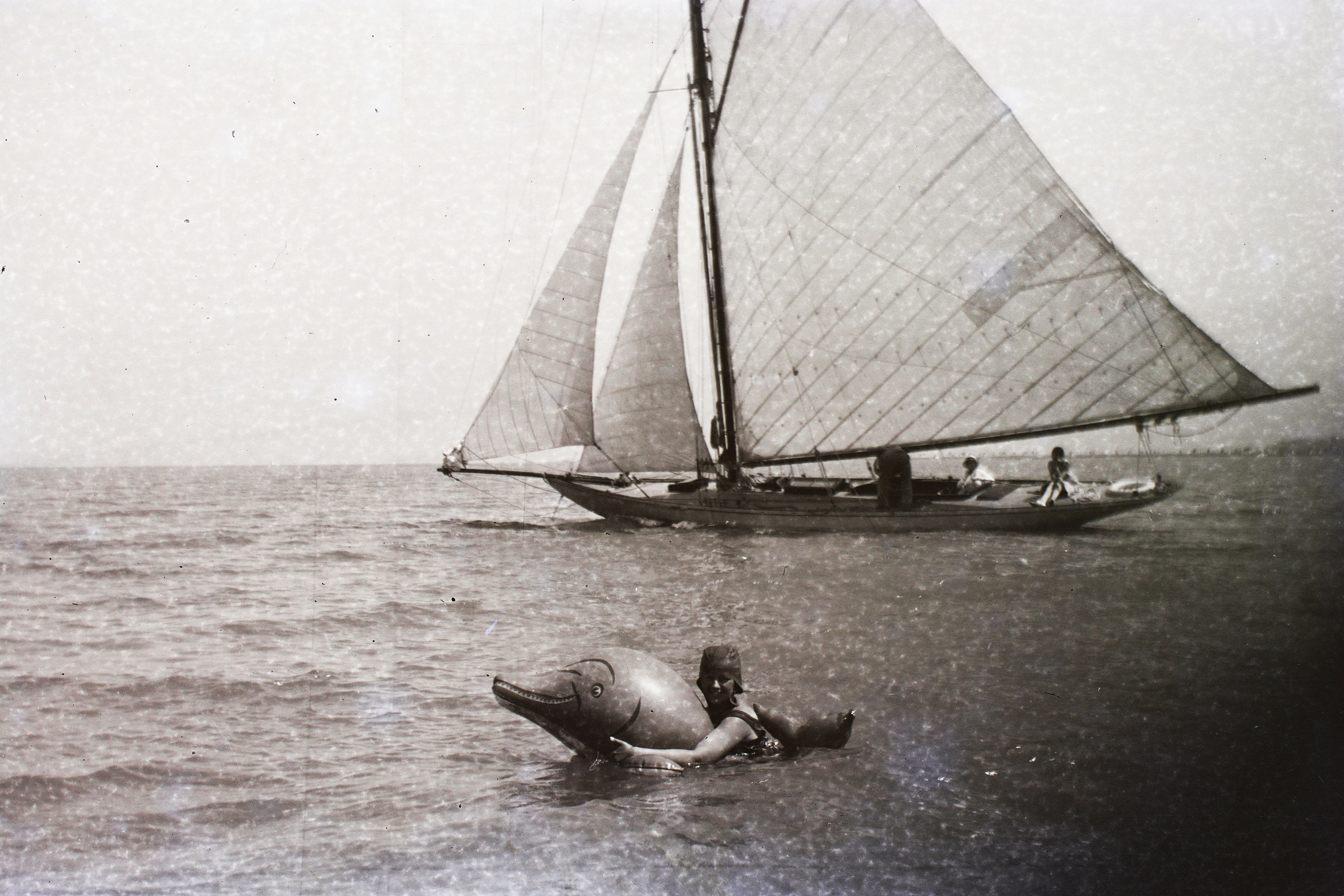
Kishamis vitorláshajó 1935-ben

A Kishamis műemléki védettség alatt álló vitorláshajó.
1896-ban épült, terveit a híres angol tervező, G.L Watson  készítette, a hajót Ádám Károly részére építették a balatonfüredi hajógyárban, a Széchényi család megrendelésére. A millenniumi hajófelvonuláson már részt vett.
A Balaton legrégibb vitorlás hajója, amelynek a kikötője Siófokon van. A mai napig eredményesen versenyeznek vele.
A Kishamis tiszteletére megrendezett hagyományőrző vitorlás túraverseny a Balatonon a Hamis-szalag.
Századik születésnapja óta, az 1996 évi balatoni évadnyitó alkalmával a Kishamis fedélzetéről koszorúzza meg a Balatont, a Vízügyi Sport Club színeiben a hajó mindenkori legénysége.